# Bryoerythrophyllum rotundatum
Bryoerythrophyllum rotundatum är en bladmossart som beskrevs av Chen Pan-chieh 1941. Bryoerythrophyllum rotundatum ingår i släktet fotmossor, och familjen Pottiaceae. Inga underarter finns listade i Catalogue of Life.